# Klaus Zimmermann
Klaus Zimmermann (nacido el 23 de septiembre de 1947 en Wertheim) es un lingüista e hispanista alemán (con especial dedicación a Iberoamérica). 

## Biografía
Ha cursado sus estudios entre 1968 y 1973 en la Universidad de Mannheim. Adquirió la maestría en 1973 y se doctoró en 1976 en la Universidad de Mannheim con un trabajo sobre tipología de textos. Ha sido profesor de alemán en la Universidad Nacional Autónoma de México, profesor asociado  en la misma universidad y en la Freie Universität Berlin. En 1990 llevó a cabo su 'Habilitation' (segundo doctorado) también en la Freie Universität Berlin sobre el contacto de lenguas en México. Ha sido director  del departamento de investigación del Ibero-Amerikanisches Institut P.K. Berlin de 1990 a 1996 y, al mismo tiempo, profesor extraordinario y sustituto de catedrático en la Freie Universität Berlin y la Universidad de Maguncia. Desde 1996, es catedrático de Lingüística Románica en la Universität Bremen (emérito desde 2012). Ha sido profesor invitado en el Centro de Investigaciones y Estudios Superiores en Antropología Social de la Ciudad de México (CIESAS), la UNAM, la Universidad de Amberes, la Universidad Autónoma de Madrid, El Colegio de México, la Universidad de Brasilia y la Universidad de La Laguna.
Zimmermann es autor de más de 180 publicaciones en muy diversas áreas: sociolingüística, lenguaje e identidad, lenguas en contacto y comunicación intercultural, español en América, historia de las lenguas en América, política y planificación del lenguaje, pluricentrismo, lengua otomí, lenguas criollas de base léxica iberorrománica, lingüística de la migración, lingüística colonial e historia de la lingüística misionera, la figura de  Wilhelm von Humboldt, lenguaje juvenil, lingüística pragmática: cortesía, análisis del discurso, metalexicografía, etc. 
Es fundador de la Revista Internacional de Lingüística Iberoamericana y ha sido su director de 2003 a 2012, así como fundador y editor de la serie Lengua y Sociedad en el Mundo Hispánico de la editorial Iberoamericana/Vervuert. Se le dedicó el libro homenaje “Romania en interacción” en 2007. 
Es presidente de honor de la Sociedad Europea de Estudios Amerindios y miembro honorario de SoHLMex. Ha sido vicepresidente de la Asociación Alemana de Hispanistas y vicedecano de la Facultad de Lingüística y Letras de su universidad. Además, ha colaborado como asesor para proyectos de Educación Intercultural Bilingüe (Paraguay y Guatemala).